# فرديناند ماريا (ناخب بافاريا)
فرديناند ماريا (بالألمانية: Ferdinand Maria)‏ (31 أكتوبر 1636 - 26 مايو 1679)؛ كان ناخب بافاريا الثاني من سلالة فيتلسباخ في الإمبراطورية الرومانية المقدسة منذ 1651 حتى وفاته.

## السيرة الذاتية
ولد فرديناند ماريا في ميونخ فهو الابن البكر لـ ماكسيمليان الأول ناخب بافاريا وزوجته الثانية الأرشيدوقة ماريا آنا النمساوية ابنة الإمبراطور فرديناند الثاني، فمنذ ولادته حمل لقب "الأمير الانتخابي"؛ فمن خلال والدته هو ابن عمة ماريانا ملكة إسبانيا والإمبراطور ليوبولد الأول.
ففي 8 ديسمبر 1650 تزوج من هنرييت أديلايد الابنة الصغرى لـ فيتوريو أميديو الأول دوق سافوي وكريستينا ماريا الفرنسية، كان للزوجين سبعة أبناء؛ بما في ذلك أثنين لهم نسل موجود حتى وقتنا هذا.
لا يزال قاصراً عندما خلف والده في 1651 بذلك أصبح عمه ألبرخت السادس البافاري يدير البلاد لمدة ثلاثة سنوات القادمة، وأخيراً توج فرديناند ماريا في 31 أكتوبر 1654، أصبح أسلوبه القيادي الاستبدادي نهجاً لبقية حكام في ألمانيا، على الرغم من أنه تحالف مع فرنسا خلال انتخابات 1657 بعد وفاة خاله الإمبراطور فرديناند الثالث، إلا أنه لتجنب النزاع مع سلالة هابسبورغ، قام بدعمهم في حروبهم ضد الإمبراطورية العثمانية بالقوات البافارية المساعدة بين عامي 1662 و1664، وإما خلال الحرب الفرنسية الهولندية في 1672 كانت بافاريا محايدة بشكل رسمي، كانت هناك خطط في إنشاء مستعمرة بافارية بالقرب من نيويورك، ولكن سرعان ما تخلي عن هذه الخطط.
ونتيجة لتحالف البافاري الفرنسي تمكنت ابنته الكبرى ماريا آنا فيكتوريا من الزواج لويس دوفين الأكبر، بذلك هو جد فيليب الخامس ملك إسبانيا والجد الأكبر لـ لويس الخامس عشر ملك فرنسا.
وأيضا قام فرديناند ماريا بتحديث الجيش البافاري، وأيضا قدم أول دستور حكومي محلي في بافاريا، وأيضا قام بالعديد من الإصلاح الأضرار التي سببتها الحرب الثلاثين عاماً، وأيضا قام بتشجيع في الزراعة والصناعات، وبناء الكنائس والأديرة أو ترميمها، وعلاوة على ذلك قام بإنشاء البرلمان الذي تم تعليقه منذ 1612، كل هذا تسبب في مليء الخزينة بثروة كبيرة للغاية.
توفي فرديناند ماريا في قلعة شلاسهايم القديمة وخلفه ابنه ماكسيمليان الثاني إيمانويل، ودفن في سرداب كنيسة تياتينركيرخ بميونخ.

## الذرية
انجبت هنرييت أديلايد لفرديناند ماريا سبعة أبناء:-
1. ماريا آنا فيكتوريا (28 نوفمبر 1660 - 20 أبريل 1690)؛ تزوجت من لويس دوفين فرنسا الأكبر؛ لهم ذرية.
2. ماكسيمليان الثاني إيمانويل ناخب بافاريا (11 يوليو 1662 - 26 فبراير 1726)؛ هو والد في المستقبل الإمبراطور كارل السابع.
3. لويس مارغريت أنطون (18 سبتمبر 1663 - 10 نوفمبر 1665)؛ توفي صغيراً.
4. لودفيغ أماديو فيكتور (6 أبريل - 11 ديسمبر 1665)؛ توفي رضيعاً.
5. ابن (4 أغسطس 1666).
6. كايتان ماريا فرانز (2 مايو - 7 ديسمبر 1670)؛ توفي رضيعاً.
7. يوزف كليمنس (5 ديسمبر 1671 - 12 نوفمبر 1723)؛ هو ناخب ورئيس الأساقفة كولونيا.
8. يولاندا بياتريكس (3 أبريل 1673 - 3 يونيو 1731)؛ تزوجت من فرديناندو دي ميديشي دوق توسكانا الأكبر؛ ليس لديهم أبناء.

بالإضافة إلى ذلك عانت الناخبة من ثلاثة حالات الإجهاض في يونيو 1661، مارس 1664، 1674.